# Remigia indentata
Remigia indentata är en fjärilsart som beskrevs av Harvey 1875. Remigia indentata ingår i släktet Remigia och familjen nattflyn. Inga underarter finns listade.